# Angela Maria Autsch
Maria Cecilia Autsch, in religione suor Angela Maria del Cuore di Gesù (Röllecken, 26 marzo 1900 – Auschwitz, 23 dicembre 1944), è stata una religiosa tedesca delle religiose trinitarie scalze morta nel Campo di concentramento di Auschwitz durante la Seconda guerra mondiale. Il 21 maggio 2018 papa Francesco ha autorizzato la Congregazione delle Cause dei Santi a promulgare il decreto sulle sue virtù eroiche, per cui è diventata venerabile.

## Biografia
Maria Cecilia Autsch nacque a Röllecken, in Attendorn, Germania, il 26 marzo 1900. Nel 1908 si trasferì con la sua famiglia, a Bamenohl ove concluse gli studi elementari. Ad aprile del 1915 per motivi di difficoltà finanziarie della famiglia trovò un lavoro a Finnentrop come collaboratrice domestica e, in seguito, come impiegata in un negozio di abbigliamento, dove eccelse per le sue qualità. Nel 1929 si trasferì dal fratello a Heinsberg, dove lo aiutò con il negozio che questo aveva aperto.
Nell'anno 1933 entrò nella comunità delle suore trinitarie di Mötz, nel Tirolo austriaco. Essa emise la professione solenne il 28 settembre 1938 e ricevette il nome di Angela Maria del Cuore di Gesù. Divenuta economa e braccio destro della superiora, servì la sua congregazione con dedizione e senso pratico.
Nel marzo del 1938 avvenne l'Anschluss dell'Austria al Terzo Reich. Angela avvertì che la Chiesa era minacciata e i conventi erano oppressi. Fu denunciata alla polizia hitleriana per la sua opposizione al nazismo, arrestata il 12 agosto 1940 e rinchiusa in carcere a Innsbruck. Il 29 agosto viene internata senza processo nel Campo di concentramento di Ravensbrück, con la fascia rossa dei prigionieri politici.
Il 26 marzo 1942, Angela viene trasferita ad Auschwitz, nella sezione di Birkenau, destinata al compito di aiuto in cucina e poi di infermiera delle SS. Il 23 dicembre 1944 perì sotto il bombardamento degli aerei alleati sull'ospedale delle SS. La notizia si sparse immediatamente tra i compagni di prigionia, che la chiamavano l'Angelo di Auschwitz. Il 21 maggio 2018 papa Francesco ha autorizzato la Congregazione delle Cause dei Santi a promulgare il decreto sulle sue virtù eroiche, per cui è diventata venerabile.